# La Caldera megye
La Caldera egy megye Argentína északnyugati részén, Salta tartományban. Székhelye La Caldera.

## Népesség
A megye népessége a közelmúltban a következőképpen változott:
| Év   | Lakosság |
| ---- | -------- |
| 2001 | 5632     |
| 2010 | 7763     |